# Сиси, Коди
Коди Сиси (англ. Cody Ceci; род. 21 декабря 1993, Оттава) — канадский хоккеист, защитник клуба «Лос-Анджелес Кингз» и сборной Канады. Чемпион мира 2016 года.

## Карьера

### Клубная
На юниорском уровне выступал за команду «Оттава Сиксти Севенс», представленную в OHL; по итогам сезона 2011/12 он стал вторым среди защитников лиги по набранным очкам.
На драфте НХЛ 2012 году выбран в 1-м раунде под общим 15-м номером клубом «Оттава Сенаторз». 23 августа 2012 года подписал с командой трёхлетний контракт новичка. Он продолжил свою карьеру в команде «Оуэн-Саунд Аттак» и фарм-клуб «Бингхэмтон Сенаторз», за который играл до своего вызова в НХЛ.
Дебютировал в лиге 12 декабря 2013 года в мачте с «Баффало Сейбрз», который «Оттава» выиграла со счётом 2:1. 16 декабря 2013 года в матче с «Сент-Луисом» (3:2 ОТ) забросил первую в карьере и победную шайбу в овертайме, став одним из самых молодым игроком, который забрасывал шайбу в овертайме.
23 августа 2016 года продлил с клубом контракт на два года.
3 августа 2018 года подписал новый контракт с командой сроком на один год.
1 августа 2019 годы вошёл в группу игроков и был обменян в «Торонто Мейпл Лифс», с которым заключил контракт сроком на один год.
По окончании сезона став свободным агентом перешёл в «Питтсбург Пингвинз», с которым заключил однолетний контракт.
По окончании сезона, в качестве свободного агента заключил четырёхлетний контракт с клубом «Эдмонтон Ойлерз». В решающем седьмом матче плей-офф Кубка Стэнли в серии с «Лос-Анджелесом» забросил первую шайбу и помог команде выиграть 2:0.

### Международная
В составе юниорской сборной Канады играл на ЮЧМ-2011; на турнире канадцы заняли четвёртое место, уступив в матче за бронзу сборной России.
В составе сборной Канады играл на ЧМ-2016. На турнире заработал 6 очков (1+5) и стал чемпионом мира в составе сборной.

## Статистика
| Легенда | Легенда                    | Легенда | Легенда                   | Легенда | Легенда    |
| ------- | -------------------------- | ------- | ------------------------- | ------- | ---------- |
| И       | Количество проведённых игр | Штр     | Штрафное время            | +/−     | Плюс-минус |
| Г       | Голы                       | П       | Голевые передачи          | О       | Очки       |
| -       | Статистика неизвестна      | —       | Статистика не учитывалась |         |            |